# Monte Resegone
Monte Resegone lub Resegone di Lecco czasem zwana we Włoszech Monte Serrada - góra w Alpach Bergamskich. W pobliżu znajduje się miasto Lecco oraz jezioro Como. Najwyższy z wierzchołków to Punta Cermenati, który sięga 1875 m i góruje nad doliną, położoną blisko 1500 m poniżej.